# Winckelmann-Institut
Das Winckelmann-Institut der Humboldt-Universität zu Berlin ist ein nach Johann Joachim Winckelmann benanntes wissenschaftliches Institut auf dem Gebiet der Klassischen Archäologie. Seit der Neuordnung der Universität nach der Wende gehört das Institut seit 1992 zur Kultur-, Sozial- und Bildungswissenschaftliche Fakultät und bildet als Lehrbereich für Klassische Archäologie gemeinsam mit dem Lehrbereich Archäologie und Kulturgeschichte Nordostafrikas das Institut für Archäologie.
Seit der Gründung der Berliner Universität im Jahr 1810 ist die Archäologie ununterbrochen im Lehrbetrieb verankert. Insbesondere im 19. Jahrhundert war das Institut einer der zentralen Orte der internationalen Forschungen auf dem Gebiet der Klassischen Archäologie. Dabei profitierte das Institut nicht zuletzt von der Nähe zu den weiteren altertumswissenschaftlichen Disziplinen an der Universität, den Berliner Museen, insbesondere der Antikensammlung Berlin, aber auch zum Deutschen Archäologischen Institut, der Königlich Preußischen Akademie der Wissenschaften zu Berlin, der Berliner Bauakademie und der Archäologischen Gesellschaft zu Berlin. Mittlerweile war bzw. ist das Winckelmann-Institut Partner der Exzellenzcluster TOPOI (2007–2017) und Bild – Wissen – Gestaltung (2011–2018), seit 2011 des Berliner Antike-Kollegs sowie seit 2005 des August-Boeckh-Antikezentrums, des interdisziplinären Zentrums der Humboldt-Universität für Altertumswissenschaften.
Das Institut befindet sich seit 1992 wieder in seinen historisch angestammten Räumen im Westflügels des Hauptgebäudes der Universität Unter den Linden. Zu den wichtigsten Hilfsmitteln der Lehre gehört die im Institut aufgestellte Bibliothek, Diathek, Digithek und Fotolabor sowie die Sammlung des Winckelmann-Institutes.

## Institutsgeschichte

### Vor der Institutsgründung
Berlin hatte sich vor der Gründung der Universität nie zu einem Zentrum der Altertumsforschung entwickelt. Es dauerte vergleichsweise lange, bis die antike Kunst überhaupt eine nennenswerte Bedeutung erreichte: 1686 erbte der Kurfürst Friedrich III., der spätere erste preußische König Friedrich I., nach dem Aussterben der protestantischen Linie Pfalz-Simmern die Sammlung von Karl II. von der Pfalz. Mit der Sammlung kam Lorenz Beger als Bibliothekar und Antiquar nach Berlin, der als erster deutscher Archäologe von Bedeutung anzusehen ist. Nach Begers Tod waren für längere Zeit nur noch dessen Neffe und Nachfolger Johann Carl Schott sowie der Philosoph Johann Georg Wachter mit archäologischen Arbeiten hervorgetreten. 1696 wurde die Akademie der bildenden Wissenschaften, 1700 die Akademie der Wissenschaften gegründet, die jedoch längere Zeit nur wenig Interesse an der antiken Kunst gezeigt hatten. Zudem hatte der „Soldatenkönig“ Friedrich Wilhelm I. kein wirkliches Interesse an den Akademien, auch sein Sohn Friedrich II., ein Bewunderer der französischen Kultur, hielt die Förderung der einheimischen Kunstakademie für eine vergebliche Mühe und baute die Akademie der Wissenschaften nach dem Vorbild der französischen Académie des inscriptions et belles-lettres um. Erst wieder der Schweizer Philosoph Johann Georg Sulzer, ein bedeutender Vertreter der Ästhetik, beschäftigte sich am Rande seiner Arbeiten auch mit der Antike. Wahrscheinlich er regte 1765 auch die Berufung Johann Joachim Winckelmanns als königlichen Bibliothekar an, die jedoch am Ende an unterschiedlichen Gehaltsvorstellungen scheiterte.
Die Hinwendung zur Antike kam durch die Hinwendung zum Klassizismus in der Kunst und dem Historismus in der Wissenschaft. Hierbei handelte es sich nicht nur um die Durchsetzung eines an der antiken Kunst und Architektur orientierten Stils, sondern war Teil einer darüber hinaus gehenden Veränderung in der bürgerlichen Gesellschaft. In Folge der Französischen Revolution und der wirtschaftlichen Entwicklung wurde das Bürgertum zur neuen staatlichen Elite. In der antiken Kunst und Literatur, deren Größe schon Winckelmann in der demokratischen Organisationsform der Polis fest machte, sah es seine freiheitlichen Ideale verwirklicht. Beredter Ausdruck dieser Entwicklung war die Gründung der Berliner Bauakademie im Jahr 1799. Von besonderer Bedeutung für die weitere Entwicklung war das Wirken von Karl Philipp Moritz an dieser Institution wie auch an der Akademie der Künste, wo er für den theoretischen Unterricht zuständig war und die Betrachtung der antiken Architektur auf eine neue Ebene hob. Viele Künstler und Forscher fanden durch eine Reise nach Italien erst zu ihrem Stil oder Thema, darunter in Berlin Johann Gottfried Schadow und Karl Friedrich Schinkel. Besonders vielversprechende Talente wurden manchmal gar vom preußischen Staat bei der Studienreise gefördert, was 1859 mit dem Reisestipendium des Deutschen Archäologischen Instituts gar verständigt und bis heute beibehalten wurde.

### Anfänge und Frühzeit: Hirt und Toelken
Bei der Gründung der Berliner Universität 1810 gehörte Aloys Hirt zu den erstberufenen Professoren. Sein selbst gewählter Titel war der eines ordentlichen Professors für die Theorie und die Geschichte der zeichnenden Künste. Somit war die Archäologie von Beginn an ein fester Bestandteil der Universität. Zentrum von Hirts Forschung war die Baukunst, die darüber hinaus gehenden Bereiche der Archäologie waren weniger Hirts Metier. Zunächst sollte er auch als Professor für schöne Architektur berufen werden. Mit der Konzentration auf die Architektur lag Hirt ganz im Berliner Zeitgeist des Klassizismus und war eine der zentralen Figuren mit beträchtlichen Einfluss im kulturellen und wissenschaftlichen Leben.
Wie auch Hirt lehrte der im November 1814 von der Universität Göttingen zunächst als Privatdozent nach Berlin gewechselte Ernst Heinrich Toelken noch nicht innerhalb eines festen Systems von Seminaren oder Instituten, sondern eigenständig. Auch über die Annahme der einzelnen Studenten konnten die Dozenten noch selbst entscheiden. Sein Auskommen deckte Toelken wie viele andere Dozenten nach ihm auch zunächst als Gymnasiallehrer an einem der traditionsreichen Berliner Gymnasien wie dem Gymnasium zum Grauen Kloster, dem Joachimsthalschen Gymnasium, dem Friedrichswerderschen Gymnasium oder dem Köllnischen Gymnasium, später auch dem Askanischen Gymnasium und dem Luisenstädtischen Gymnasium. Somit war auch noch bis in die erste Hälfte des 20. Jahrhunderts vor allem durch jüngere Akademiker am Beginn ihrer Karriere immer wieder Kontakt auch in den Schulbetrieb gegeben. Toelken war wie zu Beginn des 19. Jahrhunderts noch üblich Philologe und Archäologe in Personalunion. Zudem leistete er als Philosoph und Kunsthistoriker bedeutende Forschungsbeiträge. 1816 wurde er zunächst außerordentlicher Professor, ab 1823 ordentlicher Professor. Lange Zeit war er zudem Direktorialassistent Konrad Levezows, des ersten Direktors des Antiquariums, der Kleinkunstsammlung der später zur Antikensammlung vereinten Berliner Sammlung antiker Kunst, und begründete damit die knapp einhundert Jahre andauernde Verbindung zwischen Universitätsamt und Leitungs- oder Kuratorenamt in der Antikensammlung. 1836 folgte er schließlich Levezow als Direktor des Antiquariums.
Zu Beginn der Universität stand die Archäologie, die ja im Allgemeinen noch als Teilbereich der Philologie galt, im Schatten der Philologie. Friedrich August Wolf und vor allem August Boeckh hatten nachhaltigen Einfluss auf die Entwicklung der Geisteswissenschaften in Berlin. Die Bedeutung der Philologie spiegelte sich unter anderem darin wider, dass das erste Institut der Universität das 1812 gegründete Philologische Seminar war. Neben dem Theologischen Seminar blieb es lange Zeit das einzige Institut dieser Art an der Universität. Waren in Berlin zunächst Archäologie und Philologie getrennt, weil die erstberufenen Hochschullehrer aus dem Kunstbereich kamen, sollte sich das ab der nächsten Generation ändern. Hierbei bildet die Berliner Universität damit eine Ausnahme, strebten doch anderswo Archäologie und Philologie immer mehr auseinander, während in Berlin zumindest zeitweise erst eine Annäherung erfolgte.

### Entwicklung zum wissenschaftlichen Großbetrieb: Gerhard, Panofka und Curtius
Der erste Doktor der noch jungen Universität war somit wenig überraschend ein Philologe. 1815 wurde Eduard Gerhard, Schüler Wolfs und Boeckhs, promoviert. Auf die Habilitation in Breslau folgten Wanderjahre, die ihn schließlich finanziert durch die Regierung Preußens zwischen 1822 und 1826 zum zweiten Mal nach Rom führten. Hier wurde nun aus dem Philologen Gerhard endgültig ein Archäologe. Er schloss sich einem Kreis interessierter Altertumsfreunde an, den Römischen Hyperboreern, der zur Keimzelle des 1829 gegründeten Istituto di corrispondenza archeologica, des heutigen Deutschen Archäologischen Instituts, wurde. Als Gerhard 1832 wieder nach Berlin ging, ging auch die Leitung des Instituts mit ihm nach Berlin, weshalb das zunächst international ausgerichtete Institut zunächst unbeabsichtigt immer mehr zu einem preußischen und schließlich deutschen staatlichen Institut wurde.
Gerhard war zunächst vor allem an der Akademie sowie seit 1833 zunächst als Kustos („Archäologe“) am Museum tätig. Ab 1835 übernahm er als Lesendes Akademiemitglied auch Lehraufgaben an der Universität. Selten haben sich die drei Teile der altertumswissenschaftlichen Landschaft Berlins so sehr in einer Person widergespiegelt, da er in allen drei Institutionen, Museum, Akademie und Universität, bedeutendes geleistet hat, wobei nicht immer die Aufgabenbereiche voneinander abzutrennen waren. Schon in Rom war es seinem Kreis klar, dass bei der rasanten Zunahme der bekannten Artefakte durch gezielte wie auch zufällige Ausgrabungen nur noch dann ein Überblick zu behalten war, wenn diese möglichst zeitnah und vor allem angemessen publiziert wurden. Vor allem die Akademie wurde deshalb unter Gerhards Ägide zum wissenschaftlichen Großbetrieb, viele noch heute aktive Korpuswerke wurden angestoßen. Auch der Bestand der musealen Artefakte wurde zum Teil erstmals in angemessener Weise wissenschaftlich bearbeitet und publiziert. 1843 wurde Gerhard außerordentlicher Professor, 1844 schließlich ordentlicher Professor für Archäologie und war damit der indirekte Nachfolger des 1837 verstorbenen Hirts.
In der Lehre an der Universität war Gerhards Anspruch an den umfassen gebildeten Archäologen ein zentrales Anliegen der Ausbildung. Gerne formulierte er seine Sichtweisen in Lehrsätzen, als bekanntester gilt: „Wer ein Kunstwerk gesehen hat, hat keines gesehen. Wer tausend gesehen hat, hat eines gesehen“ (lateinisch Artis monumentum qui unum vidit nullum vidit, qui mille vidit, unum vidit.). Die wissenschaftliche Arbeit sollte in drei Schritten geschehen:
- gründliche Autopsie, die zu einer möglichst exakten Beschreibung führt
- kritische Sichtung des Materials, Einordnung und Klassifizierung (Fundort, Stil, Technik, Inhalt)
- Hermeneutik: unter Einbeziehung der Nachbardisziplinen werden alle gewonnenen Erkenntnisse zusammengeführt.

Nur wenig im Schatten seines engen Freundes Gerhard stand Theodor Panofka. Beide kannten sich aus Rom und waren gemeinsam treibende Kräfte bei der Gründung des Istituto di corrispondenza archeologica gewesen. 1827 wurde er Privatdozent an der Berliner Universität (wobei er bis 1835 noch in Paris lebte), 1837 lesendes Akademiemitglied und 1848 schließlich außerordentlicher Professor für Archäologie. Auch Panofka war Mitglied der Akademie und ab 1836 Direktorialassistent der Skulpturenabteilung des Museums. 1851 löste er Christian Friedrich Tieck als Direktor der Sammlung für Skulpturen und Gipsabdrücke ab und beendete damit die Zeit der Direktoren, die aus dem Kunstfach und nicht aus der Wissenschaft kamen. Nach Umstrukturierungen musste er sein Direktorenamt 1855 wieder abgeben, nun an Gerhard, und als Direktorialassistent wieder in die zweite Reihe treten.

## Belege
1. ↑  Institute und Seminare sind praktisch dasselbe, anders als Seminare benötigen Institute über eine Bibliothek hinaus meist noch andere Hilfsmittel, so etwa Labore, im Falle der Archäologie ein Bildarchiv, meist ein Fotolabor und die Lehrsammlung, was einen nennenswerteren Raum- und auch oft Geldbedarf bedeutete.
2. ↑  Ordentliche Mitglieder der Akademie hatten das Recht, Vorlesungen an der Universität zu halten